# Deniz Burnham
Deniz Melissa Burnham (* 1. Oktober 1985 bei Adana) ist eine US-amerikanische Raumfahrtanwärterin der NASA und Lieutenant der United States Navy Reserve.

## Leben und Karriere
Burnham kam am 1. Oktober 1985 auf der Incirlik Air Base nahe Adana in der Türkei als Tochter von Şahver und Ed Burnham zur Welt. Nach ihrem Schulabschluss an der Vanden High School in Fairfield, Kalifornien, erwarb sie im Jahr 2007 einen Bachelor of Science in Chemieingenieurwesen an der University of California, San Diego.
Anschließend arbeitete sie als Feldingenieurin auf einer Bohrinsel in Prudhoe Bay, Alaska. Später leitete sie rund ein Jahrzehnt lang Einsätze auf Bohrinseln in Kanada, Ohio und Texas. Außerdem ist sie Lieutenant der United States Navy Reserve.
Während ihres Masterstudiums des Maschinenwesens an der University of Southern California in Los Angeles, das sie im Jahr 2017 erfolgreich abschloss, absolvierte Burnham ein Praktikum am Ames Research Center der NASA. Im Januar 2022 begann sie mit der zweijährigen Astronautenausbildung der NASA, für die sie im Dezember 2021 unter rund 12.000 Bewerbern ausgewählt worden war.